# Kommunalvalen i Finland 1984
Kommunalval i Finland (dock inte Åland) hölls den 21 och 22 oktober 1984 för mandatperioden 1985-1988. Antalet röstberättigade var 3 650 735 och av dem deltog 2 703 191 eller 74,0 % i valet. Största parti blev socialdemokraterna, medan valförbundet mellan centern och liberala folkpartiet vann flest fullmäktigeplatser.
Kommunalvalen på Åland hade hållits 1983 och hölls nästa gång 1987. 

## Bakgrund
Valet förrättades i enlighet med den kommunala vallagen av år 1972 (361/72). Rätt att ställa upp i valet med kandidater hade dels Finlands registrerade partier samt valmansföreningar. Minst 10 röstberättigade i en kommun krävdes för att bilda en valmansförening.

## Valresultat
Nedanstående resultat ger en total sammanställning av valen i hela Finland. För resultatet i varje kommun för sig, se respektive kommunartikel.

| Parti eller valmansförening | Parti eller valmansförening                 | Röster             | Röster       | Röster | Röster | Mandatfördelning | Mandatfördelning |
| Parti eller valmansförening | Parti eller valmansförening                 | Antal              | Röstskillnad | %      | +− %   | Antal            | +−               |
| --------------------------- | ------------------------------------------- | ------------------ | ------------ | ------ | ------ | ---------------- | ---------------- |
|                             | Finlands Socialdemokratiska Parti           | 666 218            | −33 062      | 24,8   | -0,8   | 2 830            | +10              |
|                             | Samlingspartiet                             | 619 264            | −9 686       | 23,0   | 0,0    | 2 423            | +50              |
|                             | Centern i Finland & Liberala folkpartiet    | 545 034            | −56 414      | 20,3   | -1,7   | 4 052            | -40              |
|                             | Demokratiska förbundet för Finlands folk    | 354 582            | −101 595     | 13,2   | -3,5   | 1 482            | −353             |
|                             | Finlands landsbygdsparti                    | 142 474            | +59 209      | 5,3    | +2,3   | 639              | +291             |
|                             | Svenska folkpartiet                         | 137 837            | +9 529       | 5,1    | +0,4   | 701              | +25              |
|                             | Finlands Kristliga Förbund                  | 80 455             | −20 345      | 3,0    | -0,7   | 257              | -76              |
|                             | Obundna gröna valmansföreningar             | 76 441             | Ny           | 2,8    | Ny     | 101              | Ny               |
|                             | Konstitutionella högerpartiet               | 9 858              | −3 620       | 0,4    | -0,1   | 5                | -3               |
|                             | Övriga socialistiska valmansföreningar      | 18 116             | +16 596      | 0,7    | +0,6   | 23               | +17              |
|                             | Övriga icke-socialistiska valmansföreningar | 5 651              | +1 504       | 0,2    | +0,1   | 23               | +6               |
|                             | Fristående valmansföreningar                | 31 125             | +18 985      | 1,2    | +0,7   | 121              | +52              |
| Antal giltiga röster        | Antal giltiga röster                        | 2 687 055          | −45 723      | 100,0  |        | 12 657           | +68              |
| Ogiltiga röster             | Ogiltiga röster                             | 16 136             |              |        |        |                  |                  |
| Totalt                      | Totalt                                      | 2 703 191 (74,0 %) |              |        |        |                  |                  |